# إتش تي سي 10
إتش تي سي 10 (بالإنجليزية: HTC 10)، هو هاتف ذكي مصنع من طرف إتش تي سي بنظام أندرويد. أطلق في 12 أبريل 2016.

## التاريخ
في 2015، أطلقت إتش تي سي هاتفها الذكي إتش تي سي وان إم 9، ولكنه تعرض للانتقادات نظرا لضعفه أما سابقه إتش تي سي وان (إم 8). ولتخطي هذه المشاكل، صنعت إتش تي سي هاتفا جديدا في نفس السنة بشكل ومواصفات جديدة: إتش تي سي وان إي 9. تصميم إتش تي سي 10 هو مزيج بين إم 9 وإي 9.

## الخصائص

### تركيب الجهاز
صنع جسم الجهاز من الألمنيوم المقوى مع بشكل مغطى تماما حيث تم إزالة فتحة موصل الصوت 3.5 مم كما تم مع إتش تي سي وان إم 9، مع تخصيص مكانين لمكبر الصوت. إضافة إلى استعمال زجاج غوريلا 3 لشاشة الهاتف.
هاتف إتش تي سي 10 مزود بمعالج كوالكوم سناب دراقون 820 مع ذاكرة الوصول العشوائي بسعة 4 جيغابايت ومعالج رسوميات من نوع أنديرو 530. كما أنه مزود بمدخل يو إس بي الفئة C الخاص بكوالكوم للشحن السريع  3.0 بالإضافة إلى محول صوتيات ديجيتال من طرف كوالكوم.

### نظام التشغيل
إتش تي سي 10 يشتغل بنظام أندرويد 6.0 قابل للتحديث من الحزمة الرسمية إلى أندرويد 7.0 حسب آخر تحديث بتاريخ 25 نوفمبر 2016.

## الاستقبال
تلقى هاتف إتش تي سي مراجعات إيجابية عموما، حيث قيم موقع سي نت بسلم 4 من 5، حسب تصميم الهاتف. فيما قيم ذا فيرج الهاتف بدرجة 8.0 من 10.

## روابط خارجية
- الموقع الرسمي للهاتف